# Jean-Jacques Guilbert
 (mars 2018).
Pour les articles homonymes, voir Guilbert.
Jean-Jacques Guilbert, né le 28 janvier 1928 et mort le 3 février 2021) est un médecin et pédagogue français.

## Biographie
Jean-Jacques Guilbert est né à Malakoff en France le 28 janvier 1928. Il obtient un diplôme de médecin à Paris en 1958 et un PhD en Éducation à Los Angeles à l'université du Sud de la Californie (USC) en 1974.
De 1960 à 1966, il travaille comme médecin à l'Hôpital Américain de Paris et participe à la réforme des études de médecine dirigée par Robert Debré.
En 1966, il entre à l'Organisation Mondiale de la Santé, s'occupant de la formation des personnels de santé au Bureau Régional pour l'Afrique à Brazzaville en République du Congo, de 1966 à 1971.
De 1972 à 1988, il est responsable de la Division de la Planification, de la méthodologie et de l'évaluation de l'éducation de l'Organisation Mondiale de la Santé à Genève.
Il a travaillé dans le monde entier pendant plus de vingt ans dans le but de promouvoir des méthodes d'apprentissage pertinentes et efficaces, en particulier dans les facultés de Médecine et des Sciences de la santé.
Il est l'auteur du Guide pédagogique pour le personnel de la santé, traduit dans plus de 14 langues. Ce livre est une méthode de référence dans le contexte de la formation des professionnels de la santé.
A l'Université de Genève il a été chargé de la planification d'un Diplôme universitaire en Santé publique (1988-93), de la planification du Programme de formation sur l'éducation thérapeutique du patient (1996-98), et d'un programme de Santé publique pour les personnes âgées (1998-2005).
Il dirige la publication de « Stratégies pour une vieillesse réussie » écrit par Charles-Henri Rapin.
Il reçoit un doctorat honoris causa de l'Université de Ferrare en 1991.